# Toxorhynchites funestus
Toxorhynchites funestus är en tvåvingeart som först beskrevs av George Frederick Leicester 1908.  Toxorhynchites funestus ingår i släktet Toxorhynchites och familjen stickmyggor. Inga underarter finns listade i Catalogue of Life.